# Gonolobus ophioglossa
Gonolobus ophioglossa är en oleanderväxtart som beskrevs av R. E. Woodson. Gonolobus ophioglossa ingår i släktet Gonolobus och familjen oleanderväxter. Inga underarter finns listade i Catalogue of Life.